# Yilingia
Yilingia spiciformis fue una criatura similar a un gusano que vivió en el período Ediacárico, hace aproximadamente entre 551 y 539 millones de años, unos diez millones años antes de la explosión cámbrica. Un fósil y su rastro fueron descubiertos en 2019 en el sur de China. Se trata de un bilateral segmentado, posiblemente relacionado con los panartrópodos o los anélidos. Es un ejemplo inusual de animal complejo similar a otros animales que existieron desde el Cámbrico, sugiriendo quizá que la explosión del Cámbrico fue menos repentina de lo usualmente estimado.
Se han encontrado fósiles de alrededor de 35 especímenes. La criatura parecer ser metamérica, con cada metámero contando con tres lóbulos, como los posteriores trilobites.